# Горня-Барица
Горня-Барица (серб. Горња Барица / Gornja Barica) — село в общине Брод Республики Сербской Боснии и Герцеговины. Население составляет 185 человек по переписи 2013 года.

## История
До 1985 года село входило в состав более крупного села Барица, которое было разделено на районы Барица-Доня и Барица-Горня. С 1990 года районы стали отдельными сёлами, а слова в их названиях были переставлены (т.е. Горня-Барица и Доня-Барица соответственно).